# مورغان هنت
مورغان هنت (بالإنجليزية: Morgan Hunt)‏ (5 مارس 1931 في المملكة المتحدة - 1 فبراير 2012 بدونكاستر في المملكة المتحدة) هو مدرب كرة قدم ولاعب كرة قدم بريطاني في مركز الوسط. لعب مع بورت فايل ونادي دونكاستر روفرز ونورويتش سيتي وAskern Miners F.C. ‏ ونادي بوسطن يونايتد.